# Golgota (film)
Golgota (Golgotha) è un film del 1935, scritto e diretto da Julien Duvivier, sulla Passione di Gesù, basato sul testo del canonico Joseph Reymond.

## Trama
Il film si apre con l'ingresso trionfale di Gesù a Gerusalemme, la domenica delle palme. La folla lo acclama festosa, mentre i Farisei da tempo sospettano che egli sia l'ennesimo sobillatore di folle che si autoproclama Messia.
Gesù da scandalo, perché scaccia i mercanti dal Tempio di Salomone, compie miracoli risanando un cieco, e guarisce il servo di un centurione. I Farisei decidono finalmente di catturare Gesù, e si avvalgono del discepolo Giuda, che corrompono col denaro per farsi indicare il luogo dove Gesù risiede. 
Il giovedì prima di Pasqua, Gesù si riunisce a cena coi discepoli, annuncia che la sua fine è vicina e che verrà tradito,  facendo il none di Giuda. Successivamente si ritira con pochi discepoli a meditare sul Monte degli ulivi, e lì viene raggiunto dalle guardie dei Farisei e arrestato.
Portato a Gerusalemme, Gesù è interrogato nel Sinefrio dai sacerdoti Anna e Caifa, e ammette di essere Re dei Giudei, e mandato da Dio per assumersi i peccati dell'uomo e annunciare la Parola Divina. Caifa furibondo lo condanna a morte, ma ha bisogno dell'approvazione del governo romano. Per cui il giorno seguente Gesù viene spedito dal governatore Pilato. Nel frattempo sua moglie Claudia Procula ha spaventose visioni di morte, e teme per la sorte del marito, chiedendosi se Pilato faccia bene a giudicare Gesù. Pilato interroga Gesù in tribunale, ma non trova nulla di punibile per la condanna a morte, e spedisce Gesù dal re Erode Antipa. Erode si fa beffe di Gesù, perché aveva sentito diversi suoi miracoli, ma ora ha davanti a lui un uomo umile e spaesato, e lo spedisce nuovamente da Pilato, il quale decide di non mandarlo a morte, ma di frustarlo, come punizione di sedizione del popolo ebreo contro il governo di Roma.
Gesù viene barbaramente frustato e rimandato da Pilato, il quale rimette alla scelta del popolo la decisione sul liberare Gesù o il ladrone Baranba, in vista della Pasqua. Il popolo sceglie la condanna a morte di Gesù per crocifissione, e Pilato così dispone, Gesù è caricato di una croce, compie la traversata per Il Calvario,  dove viene crocifisso, morendo.
Tuttavia tre giorni dopo risuscita e infonde lo Spirito Santo nei discepoli, e così ha conclusione la pellicola.

## Produzione
Le riprese in esterni sono state girate in Algeria.

## Riconoscimenti
Nel 1937 il National Board of Review of Motion Pictures l'ha inserito tra i migliori film stranieri dell'anno.

## Critica
Per il Dizionario Morandini è «un film illustrativo, apprezzabile su un piano di religiosità sentimentale, ma lontano dal regno del sacro».
Il Dizionario Mereghetti critica i dialoghi «insopportabilmente didascalici», la recitazione di Robert Le Vigan «spiritato e rigido allo stesso tempo» e la «musica eccessivamente a effetto». Entrambi citano le imponenti scene di massa.